# Línea 8 (Metro de Barcelona)
La línea 8 del metro de Barcelona es un servicio de ferrocarril metropolitano integrado en la red del Metro de Barcelona y que forma parte de la Línea Llobregat-Noya de Ferrocarriles de la Generalidad de Cataluña, compartiendo infraestructura con ocho servicios más. La línea es heredera de aquella construida e inaugurada por Caminos de Hierro del Nordeste de España (NEE) en 1912.
El trazado de la línea, que une Barcelona-Pl. España y Molí Nou | Ciutat Cooperativa, es de doble vía soterrada en el 73% del recorrido y de doble vía en superficie el resto del trazado. Esta línea tiene ancho de vía métrico (1000 mm), lo que le valió el apodo de carrilet, y un sistema de alimentación por catenaria. 
Habitualmente los convoyes están formados por tres coches de viajeros, con el central provisto de una zona de suelo bajo y puertas accesibles para personas con movilidad reducida.

## Características generales
La línea 8 es una línea operada por Ferrocarriles de la Generalidad de Cataluña (FGC) que forma parte del conglomerado de servicios del Metro de Barcelona y de la Línea Llobregat-Noya. El tiempo de viaje entre las dos estaciones terminales es de 21 minutos. El ancho de la línea es de vía estrecha o ancho métrico (1000 mm) y la línea se controla desde el Centro de Operaciones de Rubí.
Tradicionalmente las líneas urbanas de FGC (L6, L7 y L8) no se han considerado parte del metro de Barcelona hasta la integración tarifaria en 2001 de toda la red de transportes de la primera corona del área metropolitana de Barcelona. Así, en 2003 se llevó a cabo el cambio de nomenclatura de estas líneas, pasando de U6, U7 y S3 a L6, L7 y L8, lo cual también trajo consigo un aumento de la frecuencia de paso.
Actualmente circulan trenes de la serie 213, los cuales tienen una capacidad de 450 viajeros y circulan a una velocidad máxima de 90 kilómetros por hora.
La línea 8 tiene una longitud de 11,8 kilómetros, nueve estaciones, integrada en el global de la línea Llobregat-Noya en la zona 1 de la ATM, en 2010 contó con un total de 14,2 millones de pasajeros, según la Autoridad del Transporte Metropolitano. El servicio tiene una frecuencia de paso de entre 5'30" y 7'30" dependiendo del tramo y la hora.

### Estaciones
Las estaciones mayoritariamente presentan andenes laterales, excepto la Estación de Magoria-La Campana y Molí Nou | Ciutat Cooperativa que cuentan con andenes centrales. Todas las estaciones están adaptadas a personas con movilidad reducida.
Hay tres estaciones con enlace a líneas del metro de Barcelona, una con correspondencia con Cercanías de Renfe y todas tienen correspondencia con otras líneas de servicios suburbanos y cercanías de FGC.
| Estación                      | Metro | Otros |
| ----------------------------- | ----- | ----- |
| Molí Nou - Ciutat Cooperativa |       |       |
| San Baudilio                  |       |       |
| Cornellá Riera                |       |       |
| Almeda                        |       |       |
| L'Hospitalet - Av. Carrilet   |       |       |
| San José                      |       |       |
| Gornal                        |       |       |
| Europa Fira                   |       |       |
| Ildefonso Cerdá               |       |       |
| Magoria La Campana            |       |       |
| Plaza España                  |       |       |
| Hospital Clínic               |       |       |
| Francesc Macià                |       |       |
| Gràcia                        |       |       |

## Historia

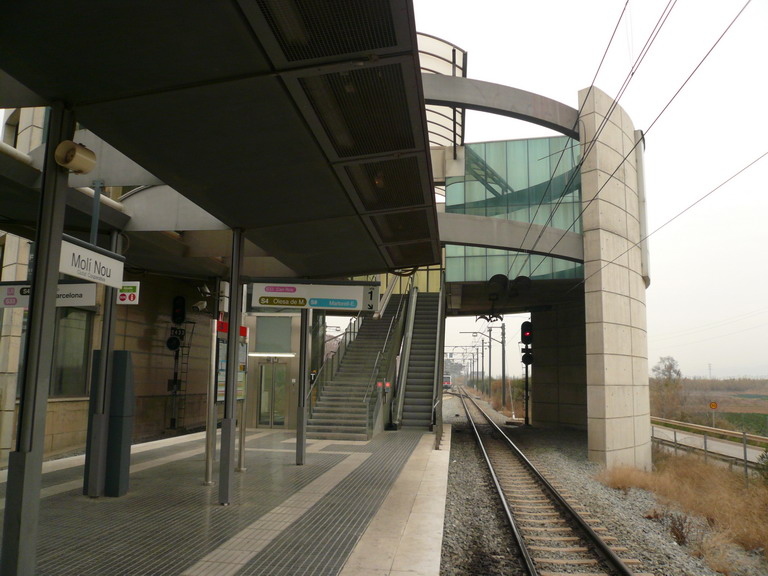
Estación en superficie de Molí Nou.

La línea 8 forma parte de la actual línea Llobregat-Noya de FGC. Esta línea tiene su origen en una línea construida para el transporte de mercancías, especialmente de los productos mineros de la cuenca salina de Suria-Cardona, y los productos textiles de la cuenca del Llobregat y del Noya. En 1883 enlazaba Igualada y Martorell, y en 1912 se inauguró el tramo entre Magòria (Antigua estación cerca de la actual Magòria-La Campana) y Martorell por donde circula parte de la actual L8.

### Antecedentes

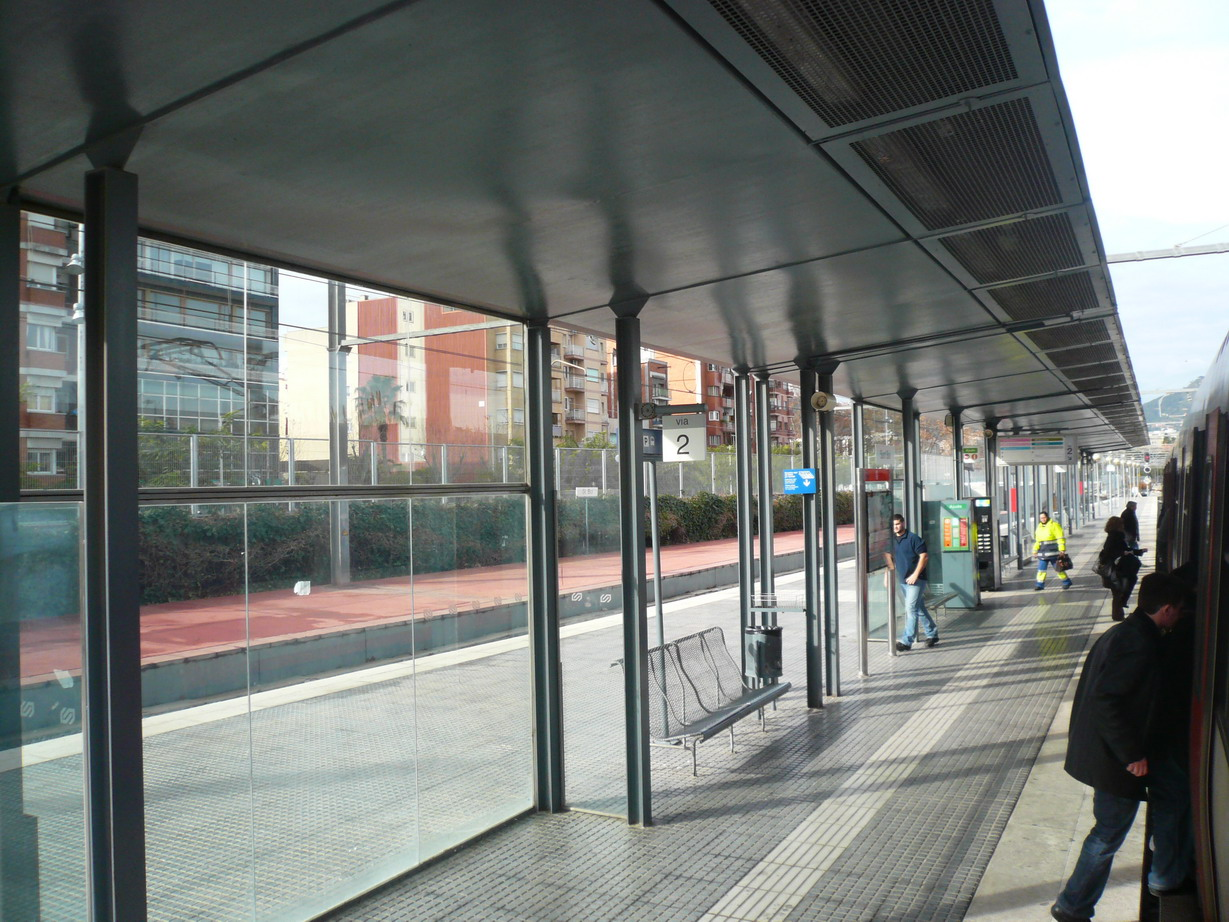
Andenes en superficie de la Estación de San Baudilio.

El Bajo Llobregat durante la segunda mitad del siglo XIX experimentó un fuerte desarrollo económico y demográfico, por lo que se hizo patente la necesidad de construir un sistema de transportes que uniera el Bajo Llobregat con Barcelona. En 1880 ya existían las líneas de Barcelona-Vilanova y Barcelona-Vilafranca-Tarragona pero no daban cobertura a buena parte de la comarca, sobre todo las del margen derecho del río.
Varios propietarios e industriales crearon la sociedad «Crédito Marítimo» que llevó a cabo el proyecto «Ferrocarriles-Tranvías del Bajo Llobregat» (FTBLL). En 1882 se solicitó la concesión y en 1884 la línea fue aprobada por Real Orden. Este proyecto pretendía construir una línea de Barcelona a Vallirana con tres ramales: de Cornellá a San Feliú, de San Baudilio a El Prat y de San Vicente dels Horts a San Andrés de la Barca.
Más tarde se modificó el nombre de la sociedad para llamarse «Ferrocarriles Económicos del Bajo Llobregat». Las obras no se finalizaron según los plazos prescritos, para las cuales se solicitaron varias prórrogas, pero a inicios del siglo XX los problemas de la sociedad acabaron con la venta de la concesión en 1906 a Ferran Gillis i Sadoul. El 1907 se constituyó en Bruselas la sociedad Chemin de Fer du Nord-Est de l'Espagne (NEE) que posteriormente fundó la Union des Tramways. Esta última recibió la concesión de «Ferrocarriles-Tranvías del Bajo Llobregat», ya que Gillis había actuado en nombre de la empresa.

### Fusión
En 1914 NEE entró en crisis como consecuencia de la liquidación del principal acreedor de la compañía, el Banco Franco-Americano. El estallido de la Primera Guerra Mundial también trajo problemas a la compañía, ya que tenía la sede en Bélgica. Dados sus problemas financieros, una vez pasada la guerra y la constitución de Compañía General de los Ferrocarriles Catalanes (CGFC) en 1919, llevó a que esta asumiera la explotación de la línea y el inicio de la fusión. Los accionistas de los Ferrocarriles Catalanes (CGFC) adquirieron el capital de NEE, que transfirió la concesión del ferrocarril a CGFC con la disolución final de NEE.

### Clausura y transferencia a FEVE
Las compañías Ferrocarril de Sarriá a Barcelona (FSB) y Ferrocarriles de Cataluña (FCC) a partir de la década de 1970 empezaron a sufrir problemas financieros debido a la inflación y al aumento de los gastos de explotación. En 1977 después de pedir subvenciones a diferentes instituciones, se solicitó el rescate de la concesión de las líneas urbanas, pero la Ayuntamiento de Barcelona denegó la petición.
Durante el año 1977 los comités de empresa de FSB y FCC organizaron huelgas para que su salario fuera similar a los trabajadores de otras empresas de transportes. La empresa, a pesar de aumentar precios, había tenido pérdidas y ya no se veía viabilidad a la continuación de la prestación del servicio. El Ministerio de Obras Públicas del Gobierno de España planteó la posibilidad de traspasar el servicio a Ferrocarriles de Vía Estrecha (FEVE), pero los trabajadores no estaban de acuerdo y planteaban la creación de un consorcio.
El 23 de mayo de 1977, Ferrocarriles de Cataluña anunció la clausura de su red a partir del 20 de junio. El 17 de junio de 1977 se transfirieron por Real Decreto las líneas a FEVE de forma provisional, mientras el Ministerio de Obras Públicas del Gobierno de España, la Diputación de Barcelona, la Corporación Metropolitana de Barcelona y el Ayuntamiento de Barcelona estudiaban el régimen de explotación de esta red. Debido a la indefinición, se produjo una degradación del material y las instalaciones de Ferrocarriles de Cataluña, que en algún momento provocaron la paralización de la explotación. Posteriormente, el Gobierno de España decidió traspasar la infraestructura a la Generalidad de Cataluña en 1978. Mientras dependió de FEVE, el Ministerio de Obras Públicas tenía un proyecto para reestructurar los servicios y cerrar el Martorell-Igualada.

### Creación de FGC y mejoras

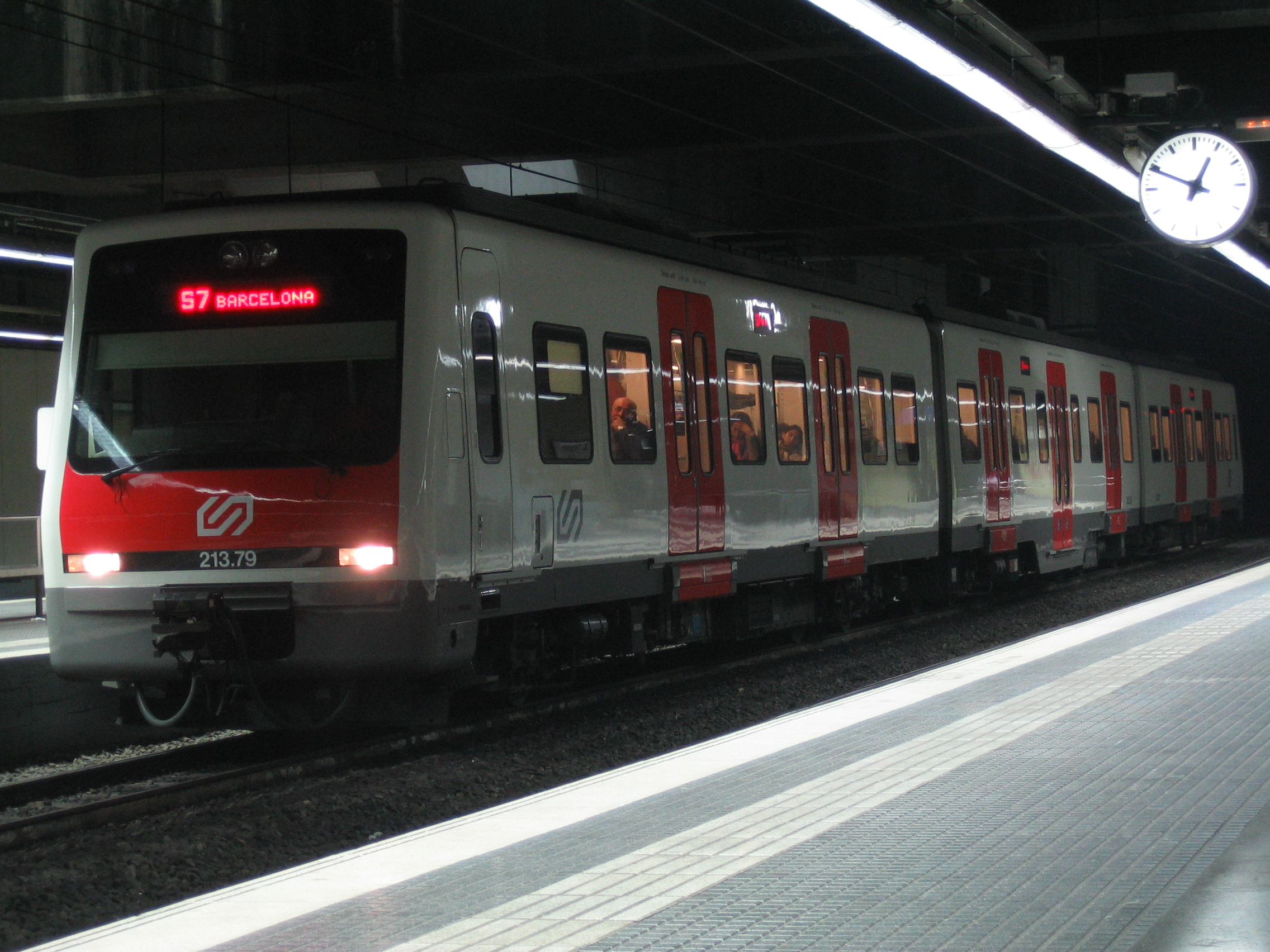
Tren de la L8 de la serie 213 en la Estación de Avinguda Carrilet.

Con la reinstauración de la Generalidad de Cataluña, el Gobierno de España decidió traspasar a esta administración la gestión de las líneas explotadas por FEVE en Cataluña, con lo cual las líneas procedentes de Ferrocarriles Catalanes pasaron a explotarse a través del Departamento de Política Territorial y Obras Públicas. En, 1979, con la creación de la empresa Ferrocarriles de la Generalidad de Cataluña (FGC), la infraestructura pasó a gestionarse a través de esta empresa.
A partir de 1978 se impulsó una gran modernización de la línea debido a su estado deficiente: se soterró la línea entre Hospitalet y Cornellà. En la década de 1990, el gobierno catalán y el central dos firmaron un convenio para financiar infraestructuras de transporte y así FGC constituyó el llamado "Metro del Baix Llobregat", estableciendo frecuencias más elevadas. Se renovaron varios tramos para aumentar la velocidad, se finalizó la instalación de electrificación en los tramos que no se disponía y se mejoró el mantenimiento de la infraestructura. Los servicios se numeraron, empezando a utilizar el color rosa y la identificación «S3» (S por suburbano).
En 2003, junto con la puesta en funcionamiento de la línea 11 del metro de Barcelona, la S3 se decide integrar dentro de la red del Metro de Barcelona, pasando a formar parte de la numeración del suburbano y adquiriendo así su nombre actual: «L8».
En 2005, FGC inició las obras del intercambiador de Amadeu Torner, en la que se enlazaría con la línea L9. En 2007 se finalizó todo el desdoblamiento de vía entre Barcelona y Martorell. Las frecuencias hasta el año 2007 eran de unos siete minutos y medio (en hora valle de diez minutos).
En 2009 se retiraron los trenes de la serie 211 siendo sustituidos por el tercer y último lote de serie 213.

## Futuras ampliaciones

Esquema de la línea 8 y su ampliación.

En el año 1997 se creó el Autoridad del Transporte Metropolitano (ATM), aglutinando diferentes administraciones responsables e iniciando un planeamiento de forma más global que integrase las líneas de Renfe, FGC y TMB. En 2002 la ATM aprobó el Plan Director de infraestructuras 2001-2010 que incluía la prolongación de la línea Llobregat-Noya entre Plaza España y la Plaza Gala Placidia con el objetivo de «facilitar el acceso de los usuarios de la línea Llobregat-Noya en el centro de la ciudad de Barcelona, así como incrementar la cobertura territorial de la Izquierda del Eixample y conectar con las líneas de Balmes y del Vallès».
En 2005 se iniciaron los estudios de la prolongación de la Línea Llobregat-Noya. En 2014 la Generalidad de Cataluña publicó el estudio informativo de la prolongación entre Plaza España y Gracia con una longitud de 4,1 kilómetros y dos túneles independientes de 6,7 metros de diámetro construidos con tuneladora. La ampliación sería de tres estaciones:
- Hospital Clínico-en vez de Entença (PDI 2001-2010). Correspondencia con L5.
- Francesc Macià. Correspondencia con Trambaix.
- Gracia. Correspondencia con la Línea Barcelona-Vallès.

La segunda prolongación propuesta es en dirección Besòs y después hacia Horta y el Vallès sería incluido como prolongación de la Línea Barcelona-Vallès desde Plaza Cataluña. Inicialmente el Pacto para las infraestructuras y el Plan Director de Infraestructuras 2009-2018 recogían la ampliación en la L8 de diez estaciones desde Gracia hacia Parque del Besòs, con una longitud total de 10,9 km, enlazando con:
- Entença (L5; en el último proyecto se cambia por Hospital Clínico)
- Francesc Macià (Trambaix)
- Gràcia (FGC)
- Joanic (L4)
- Sagrada Família (L2 y L5)
- Glòries (L1 y Trambesòs)
- Pere IV (Trambesòs)
- Besòs Mar (L4)
- Parc del Besòs (Trambesòs)

En el PDI 2009-2018 también se recogía una nueva línea Poblenou-UAB, que podría ser de carácter independiente, o según recomendaba aquel PDI ser una segunda prolongación de la línea 8, que conecta la línea Llobregat-Noya y la línea Barcelona-Vallès. Esta línea tendría 14,4 km de longitud y 8 estaciones, enlazando con Bac de Roda (L2), la Sagrera (L1, L4, L5, L9 y R3 y R4 de Cercanías), Maragall (L4 y L5), Mundet ( L3), Cerdanyola Universidad (R7 y R8 de Cercanías), UAB (FGC).